# 2012年ロンドンオリンピックの自転車競技・男子個人タイムトライアル
2012年ロンドンオリンピックの自転車競技・男子個人タイムトライアルは、8月1日に行われた。

## 概要
ハンプトン・コート宮殿を発着点とする44㎞の行程で行われた。初手はテムズ川に沿ってワインディングしながらハンプトン・コート宮殿近辺へ戻る形となり、その後は反時計回りに南西へ向かう。そして、ペインズヒル公園を境に北東へと進路を変え、ハンプトン・コート公園を通過してリッチモンド公園まで至ると今度は南下し、ハンプトン・コート宮殿に戻る。
最初にスタートする選手の発走予定時刻は現地時間の14時15分頃。日本からは、別府史之が参加。

## 成績

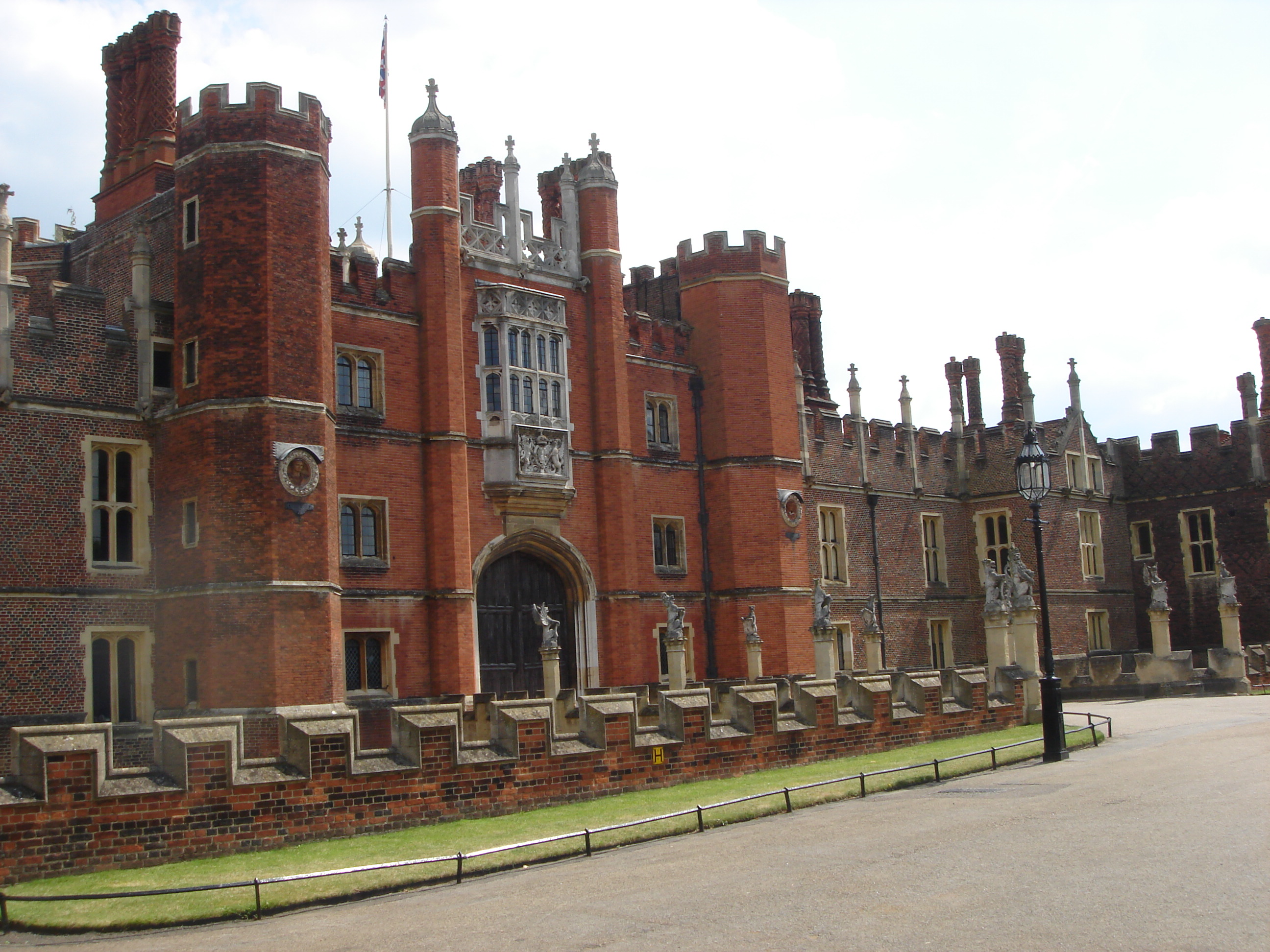
発着点及び表彰式が行われたハンプトン・コート宮殿

| 順位 | 選手名                                            | 時間       |
| ---- | ------------------------------------------------- | ---------- |
|      | ブラッドリー・ウィギンス イギリス (GBR)           | 50分39秒54 |
|      | トニー・マルティン ドイツ (GER)                   | +42秒00    |
|      | クリス・フルーム イギリス (GBR)                   | +1分08秒33 |
| 4    | テイラー・フィニー アメリカ合衆国 (USA)           | +1分58秒53 |
| 5    | マルコ・ピノッティ イタリア (ITA)                 | +2分09秒74 |
| 6    | マイケル・ロジャース オーストラリア (AUS)         | +2分11秒85 |
| 7    | ファビアン・カンチェラーラ スイス (SUI)           | +2分14秒17 |
| 8    | ベルト・グラプシュ ドイツ (GER)                   | +2分38秒50 |
| 9    | ホナタン・カストロビエホ スペイン (ESP)           | +2分49秒82 |
| 10   | ヤネス・ブライコヴィッチ スロベニア (SLO)         | +3分30秒18 |
| 11   | リーウ・ウェストラ オランダ (NED)                 | +3分40秒08 |
| 12   | ヴァシル・キリエンカ ベラルーシ (BLR)             | +3分50秒75 |
| 13   | エドヴァルド・ボアソン・ハーゲン ノルウェー (NOR) | +3分51秒33 |
| 14   | ラース・バク デンマーク (DEN)                     | +3分53秒67 |
| 15   | ヤコブ・フグルサング デンマーク (DEN)             | +3分54秒95 |
| 16   | グスタヴ・ラルソン スウェーデン (SWE)             | +3分55秒72 |
| 17   | フィリップ・ジルベール ベルギー (BEL)             | +4分00秒44 |
| 18   | ネルソン・オリヴェイラ ポルトガル (POR)           | +4分02秒03 |
| 19   | ジャック・バウアー ニュージーランド (NZL)         | +4分14秒62 |
| 20   | デニス・メンショフ ロシア (RUS)                   | +4分19秒72 |
| 21   | ラムーナス・ナヴァルダウスカス リトアニア (LTU)   | +4分32秒78 |
| 22   | ラース・ボーム オランダ (NED)                     | +4分50秒20 |
| 23   | アレクサンドル・ヴィノクロフ カザフスタン (KAZ)   | +4分57秒51 |
| 24   | 別府史之 日本 (JPN)                               | +5分01秒10 |
| 25   | マツィエイ・ボドナル ポーランド (POL)             | +5分10秒13 |
| 26   | マニョ・ナザレット ブラジル (BRA)                 | +5分11秒23 |
| 27   | デヴィッド・マッカーン アイルランド (IRL)         | +5分24秒23 |
| 28   | ライダー・ヘシェダル カナダ (CAN)                 | +5分26秒64 |
| 29   | シルヴァン・シャヴァネル フランス (FRA)           | +5分28秒13 |
| 30   | ミヒャエル・アルバジーニ スイス (SUI)             | +5分58秒84 |
| 31   | アサン・バザイェフ カザフスタン (KAZ)             | +6分01秒23 |
| 32   | ルイス・レオン・サンチェス スペイン (ESP)         | +6分19秒62 |
| 33   | トマス・ヒル ベネズエラ (VEN)                     | +6分25秒58 |
| 34   | ムシネ・ラサイニ モロッコ (MAR)                   | +6分45秒70 |
| 35   | ファビオ・ドゥアルテ コロンビア (COL)             | +6分54秒66 |
| 36   | アリレザ・ハジ イラン (IRI)                       | +7分01秒90 |
| 37   | アーメット・アクディレク トルコ (TUR)             | +8分31秒65 |